# ویلیام بیگلر
ویلیام بیگلر (به انگلیسی: William Bigler) سناتور سابق عضو حزب دموکرات ایالات متحده آمریکا بود. وی در سال ۱۸۵۶ تا ۱۸۶۱ میلادی سناتور ایالت پنسیلوانیا در سنای ایالات متحده آمریکا بود.